# Coelogyne speciosa
Coelogyne speciosa är en orkidéart som först beskrevs av Carl Ludwig von Blume och som fick sitt nu gällande namn av John Lindley.
Coelogyne speciosa ingår i släktet Coelogyne och familjen orkidéer.

## Underarter
Arten delas in i följande underarter:
- Coelogyne speciosa fimbriata
- Coelogyne speciosa incarnata
- Coelogyne speciosa speciosa

## Bildgalleri

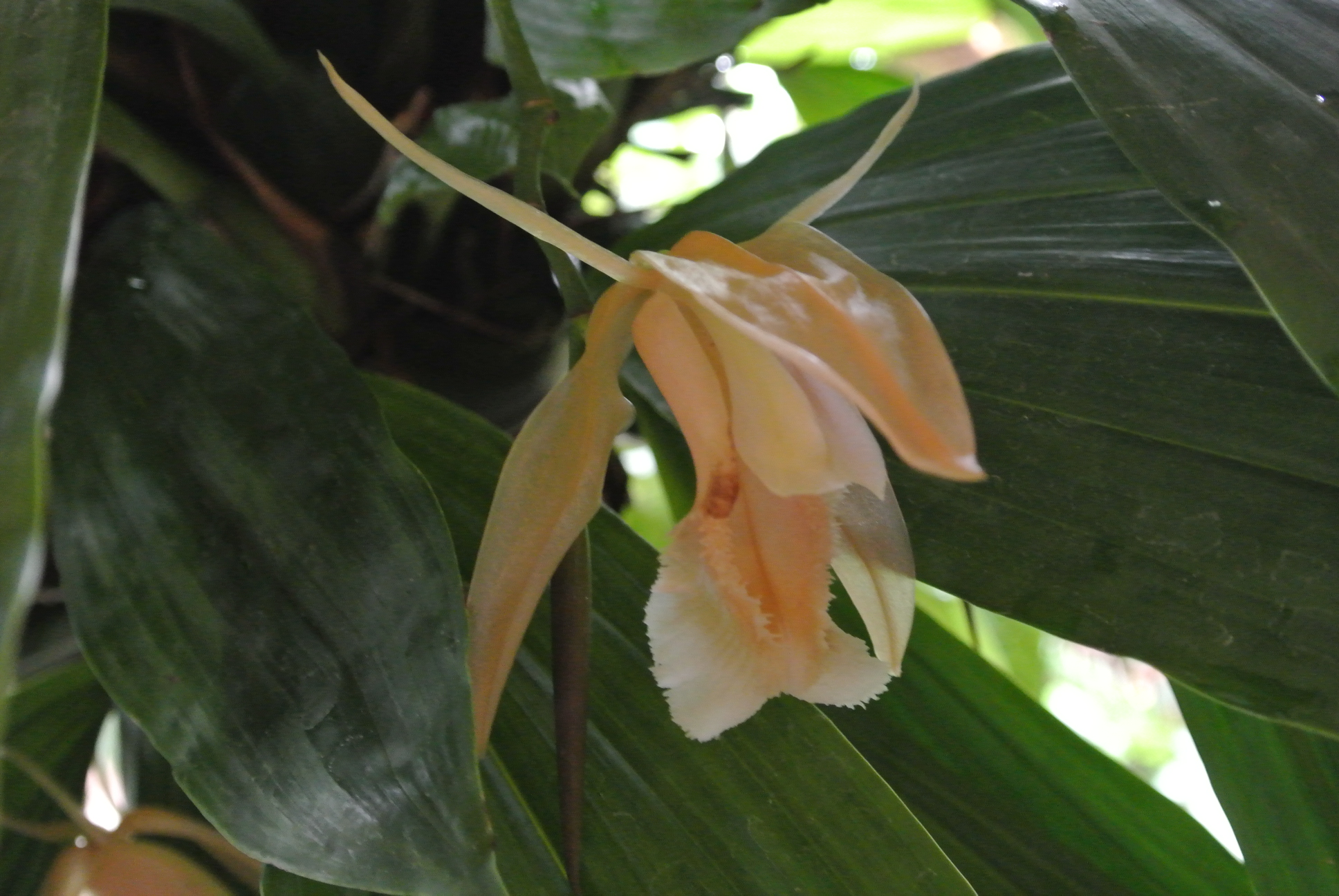
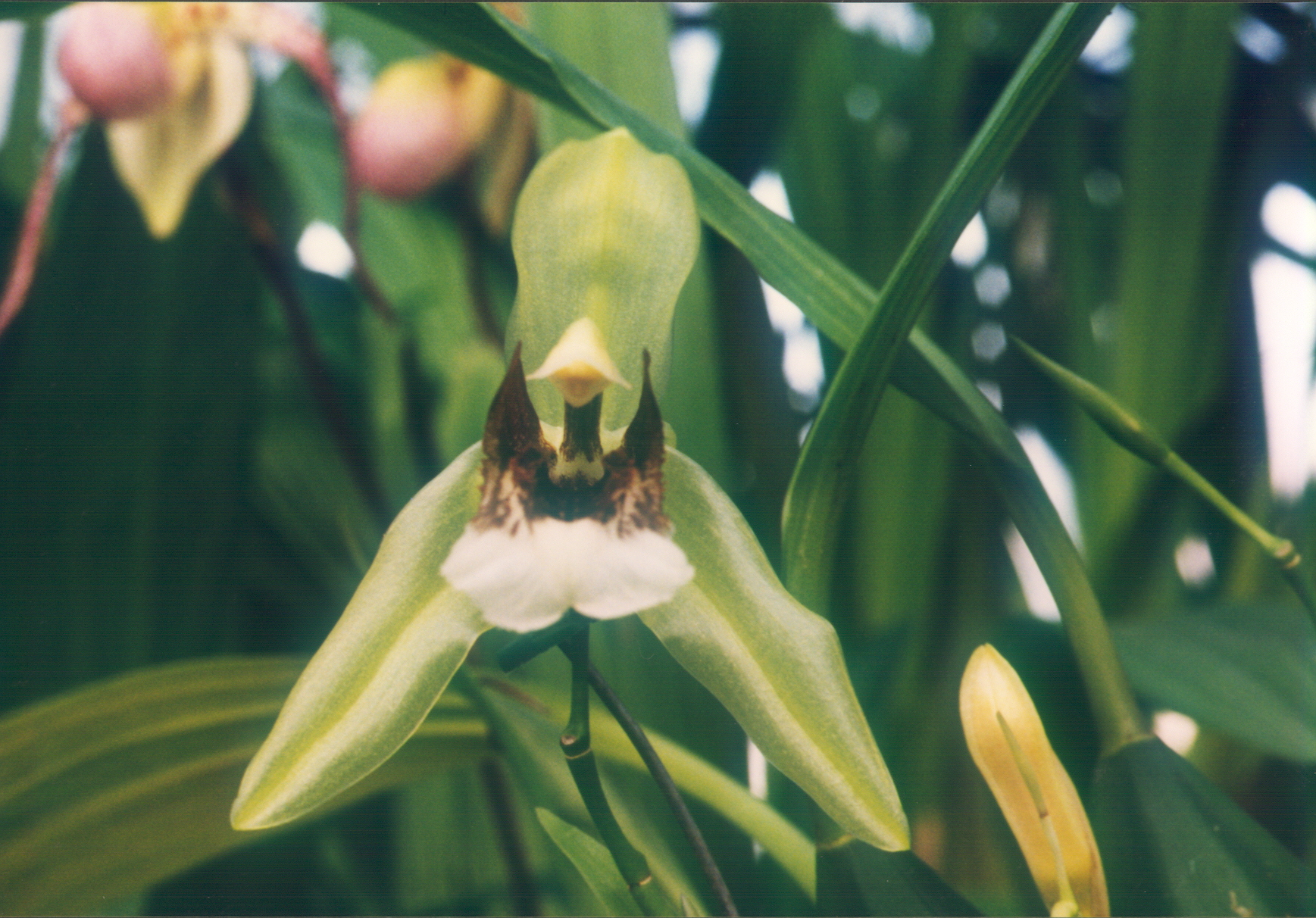
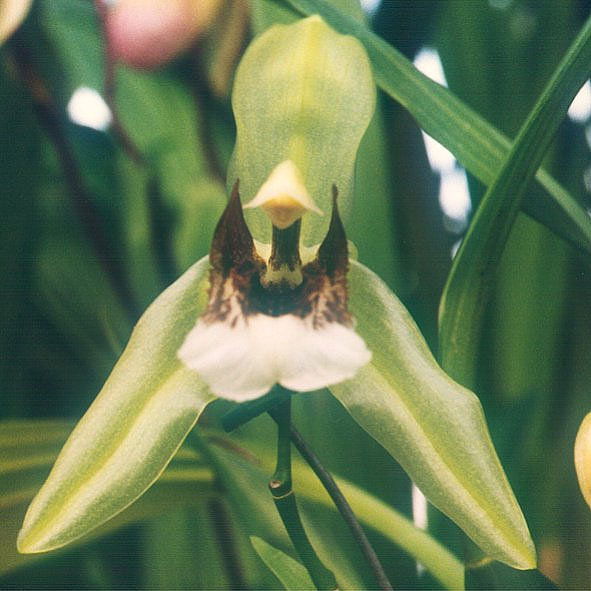
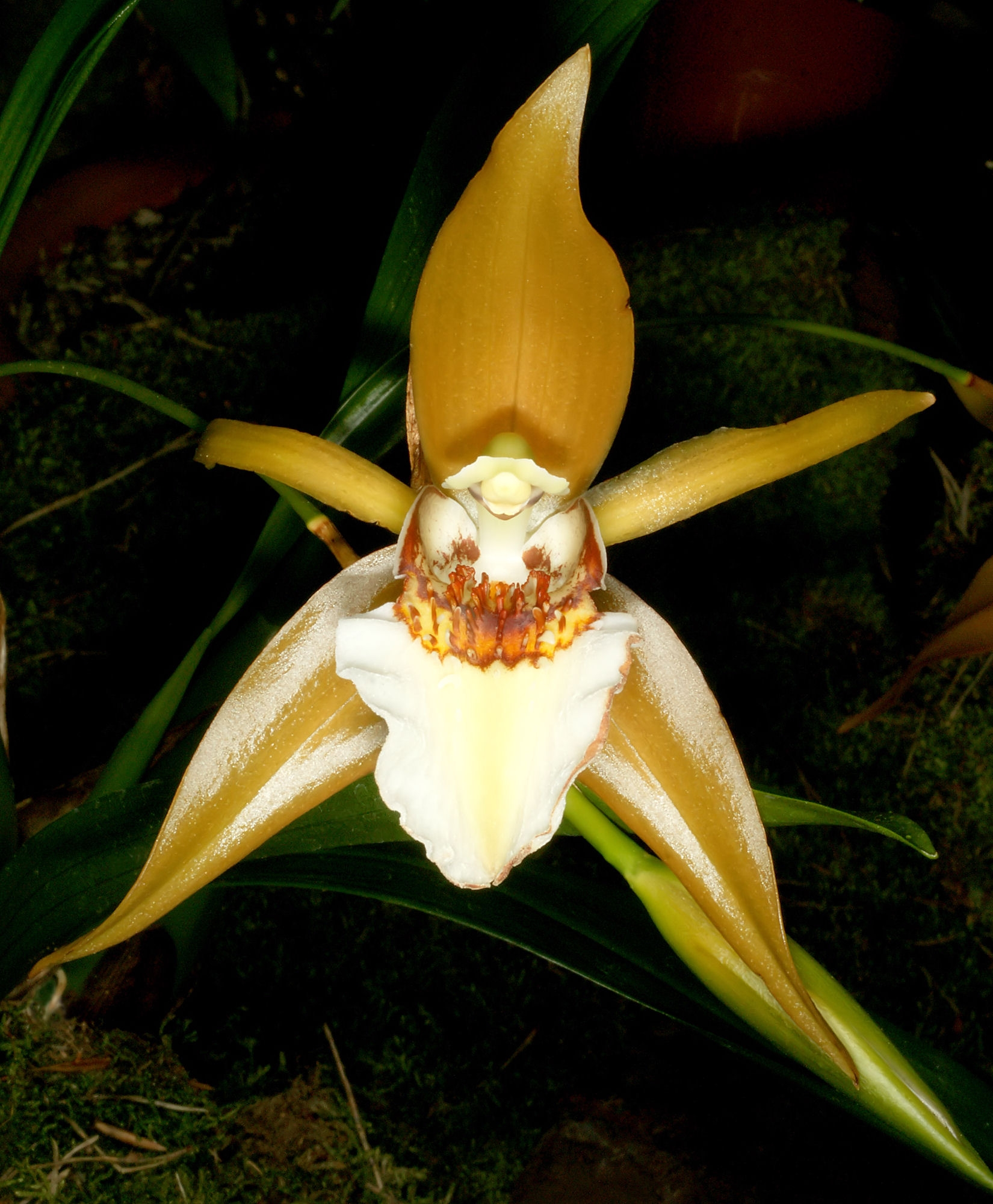
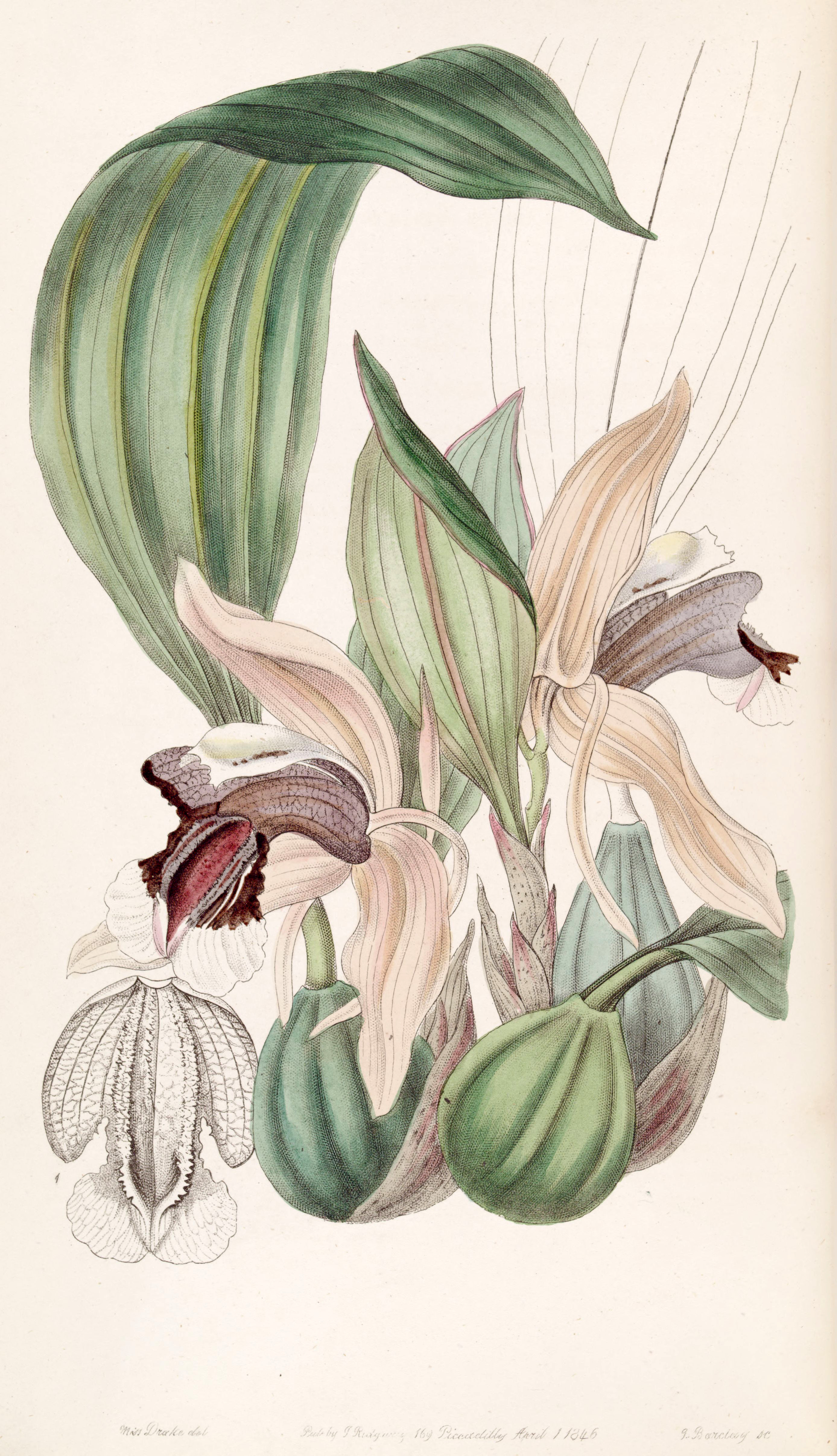
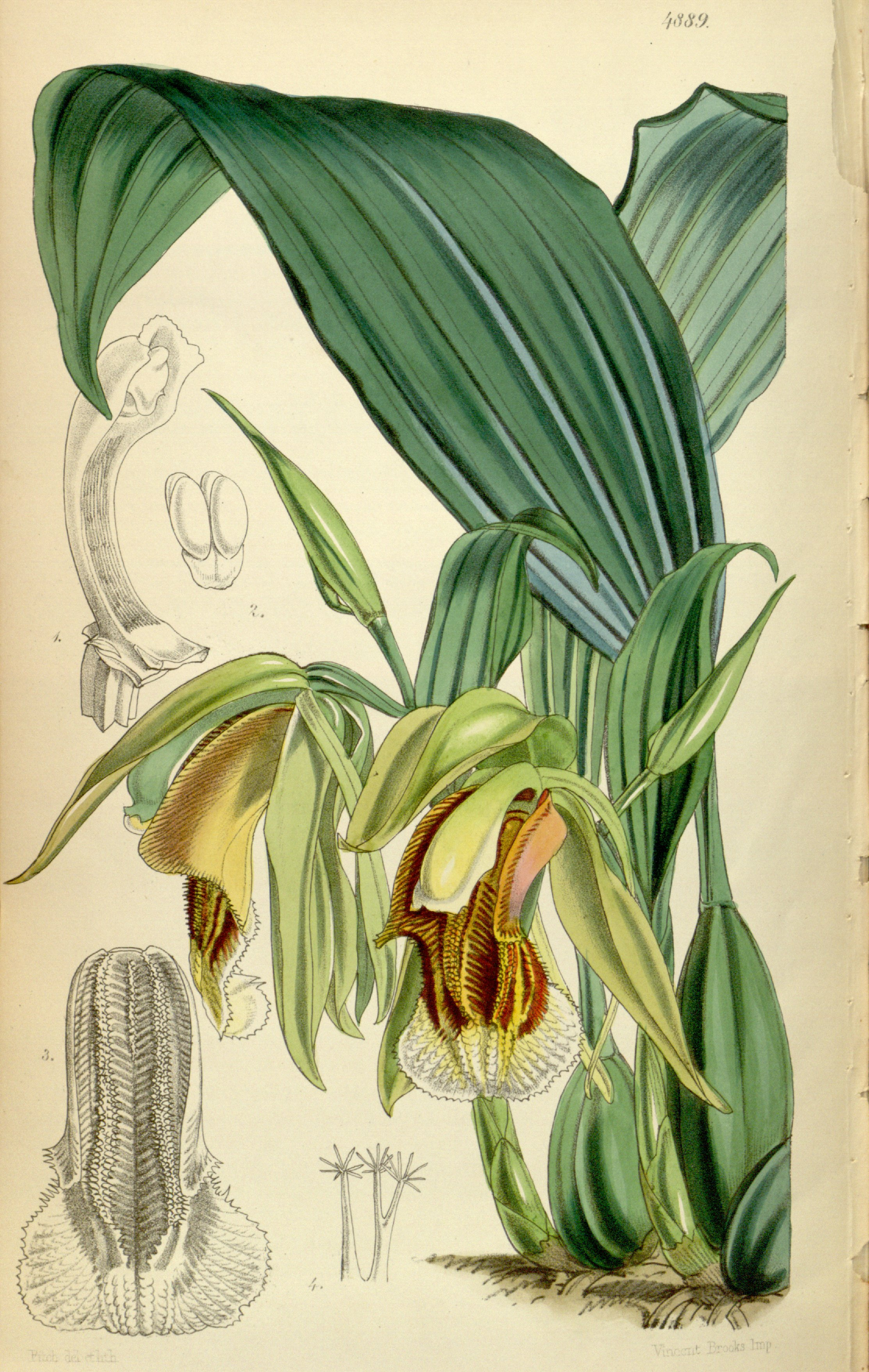